# Seven Femenino de Canadá 2022
El Seven Femenino de Canadá de 2022 fue el quinto torneo de la Serie Mundial Femenina de Rugby 7 2021-22.
Se disputó entre el 30 de abril y 1 de mayo de 2022 en el Estadio Westhills en Langford, Canadá.

## Formato
Se dividieron en tres grupos de cuatro equipos, cada grupo se resolvió con el sistema de todos contra todos a una sola ronda; la victoria otorgó 3 puntos, el empate 2 y la derrota 1 punto.
Los dos equipos con más puntos en cada grupo avanzaron a cuartos de final de la Copa, sumado a los dos mejores segundos.

## Equipos participantes
| - Australia - Brasil - Canadá - España - Estados Unidos - Fiyi | - Francia - Inglaterra - Irlanda - Japón - México - Nueva Zelanda |

## Fase de grupos
|  | Avanzan a cuartos de final. |

### Grupo A
| Pos | Países    | Partidos | Partidos | Partidos | Tantos | Tantos | Tantos | Pts |
| Pos | Países    | G        | E        | P        | PF     | PC     | DP     | Pts |
| --- | --------- | -------- | -------- | -------- | ------ | ------ | ------ | --- |
| 1   | Australia | 3        | 0        | 0        | 110    | 5      | +98    | 9   |
| 2   | Canadá    | 2        | 0        | 1        | 67     | 38     | +29    | 7   |
| 3   | España    | 1        | 0        | 2        | 70     | 43     | +27    | 5   |
| 4   | México    | 0        | 0        | 3        | 0      | 154    | –154   | 3   |

| 30 de abril | Canadá | 19 - 10 | España |  |  |

| 30 de abril | Australia | 58 - 0 | México |  |  |

| 30 de abril | Canadá | 43 - 0 | México |  |  |

| 30 de abril | Australia | 24 - 7 | España |  |  |

| 30 de abril | España | 53 - 0 | México |  |  |

| 30 de abril | Australia | 28 - 5 | Canadá |  |  |

### Grupo B
| Pos | Países  | Partidos | Partidos | Partidos | Tantos | Tantos | Tantos | Pts |
| Pos | Países  | G        | E        | P        | PF     | PC     | DP     | Pts |
| --- | ------- | -------- | -------- | -------- | ------ | ------ | ------ | --- |
| 1   | Francia | 3        | 0        | 0        | 88     | 27     | +61    | 9   |
| 2   | Irlanda | 2        | 0        | 1        | 65     | 49     | +16    | 7   |
| 3   | Brasil  | 1        | 0        | 2        | 62     | 62     | +0     | 5   |
| 4   | Japón   | 0        | 0        | 3        | 24     | 101    | –77    | 3   |

| 30 de abril | Francia | 19 - 10 | Brasil |  |  |

| 30 de abril | Irlanda | 22 - 7 | Japón |  |  |

| 30 de abril | Francia | 41 - 5 | Japón |  |  |

| 30 de abril | Irlanda | 31 - 14 | Brasil |  |  |

| 30 de abril | Brasil | 38 - 12 | Japón |  |  |

| 30 de abril | Irlanda | 12 - 28 | Francia |  |  |

### Grupo C
| Pos | Países         | Partidos | Partidos | Partidos | Tantos | Tantos | Tantos | Pts |
| Pos | Países         | G        | E        | P        | PF     | PC     | DP     | Pts |
| --- | -------------- | -------- | -------- | -------- | ------ | ------ | ------ | --- |
| 1   | Nueva Zelanda  | 2        | 1        | 0        | 79     | 12     | +67    | 8   |
| 2   | Estados Unidos | 2        | 0        | 1        | 51     | 79     | –28    | 7   |
| 3   | Fiyi           | 1        | 1        | 1        | 69     | 37     | +32    | 6   |
| 4   | Inglaterra     | 0        | 0        | 3        | 29     | 100    | –71    | 3   |

| 30 de abril | Estados Unidos | 20 - 19 | Fiyi |  |  |

| 30 de abril | Inglaterra | 0 - 31 | Nueva Zelanda |  |  |

| 30 de abril | Estados Unidos | 0 - 36 | Nueva Zelanda |  |  |

| 30 de abril | Inglaterra | 5 - 38 | Fiyi |  |  |

| 30 de abril | Fiyi | 12 - 12 | Nueva Zelanda |  |  |

| 30 de abril | Inglaterra | 24 - 31 | Estados Unidos |  |  |

## Fase final

### Definición 9° puesto
|  | Semifinal  | Semifinal  | Semifinal  |            |        | 9° puesto  | 9° puesto  | 9° puesto  |  |
|  |            |            |            |            |        |            |            |            |  |
|  |            |            |            |            |        |            |            |            |  |
|  | Brasil     | Brasil     | 34         |            |        |            |            |            |  |
|  | Brasil     | Brasil     | 34         |            |        |            |            |            |  |
|  | México     | México     | 5          |            |        |            |            |            |  |
|  | México     | México     | 5          |            | Brasil | Brasil     | 24         |            |  |
|  |            |            |            |            | Brasil | Brasil     | 24         |            |  |
|  |            |            | Inglaterra | Inglaterra | 7      |            |            |            |  |
|  | Inglaterra | Inglaterra | Inglaterra | Inglaterra | 7      | 29         |            |            |  |
|  | Inglaterra | Inglaterra |            |            |        | 29         |            |            |  |
|  | Japón      | Japón      | 7          |            |        | 11° puesto | 11° puesto | 11° puesto |  |
|  | Japón      | Japón      | 7          |            |        | 11° puesto | 11° puesto | 11° puesto |  |
|  |            |            |            |            |        |            |            |            |  |
|  |            |            |            |            |        | México     | México     | 0          |  |
|  |            |            |            |            |        | México     | México     | 0          |  |
|  |            |            |            |            |        | Japón      | Japón      | 45         |  |
|  |            |            |            |            |        | Japón      | Japón      | 45         |  |
|  |            |            |            |            |        |            |            |            |  |

### Definición 5° puesto
|  | Semifinal      | Semifinal      | Semifinal      |                |        | 5° puesto | 5° puesto | 5° puesto |  |
|  |                |                |                |                |        |           |           |           |  |
|  |                |                |                |                |        |           |           |           |  |
|  | Fiyi           | Fiyi           | 19             |                |        |           |           |           |  |
|  | Fiyi           | Fiyi           | 19             |                |        |           |           |           |  |
|  | Canadá         | Canadá         | 26             |                |        |           |           |           |  |
|  | Canadá         | Canadá         | 26             |                | Canadá | Canadá    | 12        |           |  |
|  |                |                |                |                | Canadá | Canadá    | 12        |           |  |
|  |                |                | Estados Unidos | Estados Unidos | 7      |           |           |           |  |
|  | Estados Unidos | Estados Unidos | Estados Unidos | Estados Unidos | 7      | 17        |           |           |  |
|  | Estados Unidos | Estados Unidos |                |                |        | 17        |           |           |  |
|  | España         | España         | 0              |                |        | 7° puesto | 7° puesto | 7° puesto |  |
|  | España         | España         | 0              |                |        | 7° puesto | 7° puesto | 7° puesto |  |
|  |                |                |                |                |        |           |           |           |  |
|  |                |                |                |                |        | Fiyi      | Fiyi      | 26        |  |
|  |                |                |                |                |        | Fiyi      | Fiyi      | 26        |  |
|  |                |                |                |                |        | España    | España    | 7         |  |
|  |                |                |                |                |        | España    | España    | 7         |  |
|  |                |                |                |                |        |           |           |           |  |

### Copa de oro
|  | Cuartos de final | Cuartos de final | Cuartos de final |               |         | Semifinales | Semifinales | Semifinales |         |               | Copa          | Copa         | Copa |  |
|  |                  |                  |                  |               |         |             |             |             |         |               |               |              |      |  |
|  |                  |                  |                  |               |         |             |             |             |         |               |               |              |      |  |
|  | Francia          | Francia          | 31               |               |         |             |             |             |         |               |               |              |      |  |
|  | Francia          | Francia          | 31               |               |         |             |             |             |         |               |               |              |      |  |
|  | Fiyi             | Fiyi             | 14               |               |         |             |             |             |         |               |               |              |      |  |
|  | Fiyi             | Fiyi             | 14               |               | Francia | Francia     | 14          |             |         |               |               |              |      |  |
|  |                  |                  |                  |               | Francia | Francia     | 14          |             |         |               |               |              |      |  |
|  |                  |                  | Nueva Zelanda    | Nueva Zelanda | 26      |             |             |             |         |               |               |              |      |  |
|  | Nueva Zelanda    | Nueva Zelanda    | Nueva Zelanda    | Nueva Zelanda | 26      | 38          |             |             |         |               |               |              |      |  |
|  | Nueva Zelanda    | Nueva Zelanda    |                  |               |         |             |             |             |         |               |               |              |      |  |
|  | Canadá           | Canadá           | 0                |               |         |             |             |             |         |               |               |              |      |  |
|  | Canadá           | Canadá           | 0                |               |         |             |             |             |         | Nueva Zelanda | Nueva Zelanda | 17           |      |  |
|  |                  |                  |                  |               |         |             |             |             |         | Nueva Zelanda | Nueva Zelanda | 17           |      |  |
|  |                  |                  | Australia        | Australia     | 21      |             |             |             |         |               |               |              |      |  |
|  | Irlanda          | Irlanda          | Australia        | Australia     | 21      | 17          |             |             |         |               |               |              |      |  |
|  | Irlanda          | Irlanda          |                  |               |         |             |             |             |         |               |               |              |      |  |
|  | Estados Unidos   | Estados Unidos   | 14               |               |         |             |             |             |         |               |               |              |      |  |
|  | Estados Unidos   | Estados Unidos   | 14               |               | Irlanda | Irlanda     | 5           |             |         | Tercer lugar  | Tercer lugar  | Tercer lugar |      |  |
|  |                  |                  |                  |               | Irlanda | Irlanda     | 5           |             |         | Tercer lugar  | Tercer lugar  | Tercer lugar |      |  |
|  |                  |                  | Australia        | Australia     | 26      |             |             |             |         |               |               |              |      |  |
|  | Australia        | Australia        | Australia        | Australia     | 26      | 55          |             |             | Francia | Francia       | 14            |              |      |  |
|  | Australia        | Australia        |                  |               |         |             |             |             | Francia | Francia       | 14            |              |      |  |
|  | España           | España           | 0                |               |         |             |             |             |         |               | Irlanda       | Irlanda      | 22   |  |
|  | España           | España           | 0                |               |         |             |             |             |         |               | Irlanda       | Irlanda      | 22   |  |
|  |                  |                  |                  |               |         |             |             |             |         |               |               |              |      |  |

| Bandera de Australia   |
| Campeón Australia      |
| 4º título del circuito |